# Der kleine Sheriff
Der kleine Sheriff (Il piccolo sceriffo) ist eine italienische Comicserie, die 1948 von dem Verleger Tristano Torelli und dem Zeichner Dino Zuffi entwickelt wurde. Das Heft Nummer 12 der deutschsprachigen Ausgabe dieser Serie war das erste Objekt, das 1954 auf Antrag von Bundesinnenminister Gerhard Schröder im ordentlichen Verfahren von der Bundesprüfstelle für jugendgefährdende Schriften indiziert wurde.

## Figuren und Handlungsrahmen
Kit ist der verwaiste Sohn des Sheriffs von Prairie Town und ein hervorragender Schütze mit ausgeprägtem Gerechtigkeitssinn. Er fängt den Mörder seines Vaters und tritt dessen Nachfolge im Kampf für die Gerechtigkeit an. Dabei wird er häufig von Rocky, einem Präriewolf, und einem ungeschickten Helfer namens Piggy begleitet. Weitere ständige Nebenfiguren sind Garrett, der sich vom Gegenspieler Kits zu dessen Freund und Berater wandelt, Garrets Tochter Flossie, die Kits Verlobte ist, und Kits Schwester Lizzie.

## Veröffentlichung
In Italien war Il piccolo sceriffo seit 1948 auf dem Markt. In Deutschland wurde Der kleine Sheriff ab 1954 vom Hamburger Mondial Verlag, einer Tochtergesellschaft der französischen Les Éditions Mondiales, herausgegeben. Zum Jahreswechsel 1956/1957 übernahm der Rastätter Erich Pabel Verlag Tarzan und Der kleine Sheriff und führte die Serien eigenständig fort. Nach 13 weiteren Heften wurde Der kleine Sheriff als Zweitserie in Tarzan integriert und mit diesem zusammen im September 1958 eingestellt. Der Norbert Hethke Verlag legte in den Jahren 1999 bis 2005 67 Hefte aus Der kleine Sheriff neu auf.

## Indizierung
Grund der Indizierungsprüfung war der im Heft Nummer 12 Verwegene Jagd über fünf Seiten hinweg dargestellte „Mordversuch durch Erwürgen“ eines Verbrechers an seiner Geliebten. Verhandlungsdatum war der 9. Juli 1954. Zusammen mit diesem Heft wurde über die Hefte mit den Nummern 19 und 20 von Pecos Bill sowie über die Hefte 34 und 35 von Tarzan verhandelt. Alle waren beim Mondial Verlag erschienen. Nur Der kleine Sheriff wurde indiziert. Bei den anderen verhandelten Comics wurde dem Antrag nicht entsprochen. Per einstweiliger Verfügung wurde am selben Verhandlungstag Jezab, der Seefahrer aus dem Walter Lehning Verlag ebenfalls indiziert. Die Indizierungen wurden am 14. Juli 1954 im Bundesanzeiger Nr. 132 verkündet. Auf die Reihe hatte die Indizierung keinen unmittelbaren Einfluss, da das Heft zu dem Zeitpunkt der Verhandlung schon vergriffen war. Einem Antrag auf Indizierung des nachfolgenden Heftes Nummer 13 mit dem Titel Einer gegen drei wurde in der Verhandlung am 20. August 1954 nicht entsprochen. Weitere Hefte von Der kleine Sheriff waren nicht mehr Gegenstand von Indizierungsanträgen.
Aufgrund einer Gesetzesänderung wurde die Indizierung von Heft Nummer 12 im Jahr 2002 automatisch aufgehoben.